# Carl Emanuel Wolff
Carl Emanuel Wolff (* 1957 in Essen) ist ein deutscher Bildhauer und ehemaliger Hochschullehrer, der in Essen lebt und arbeitet.

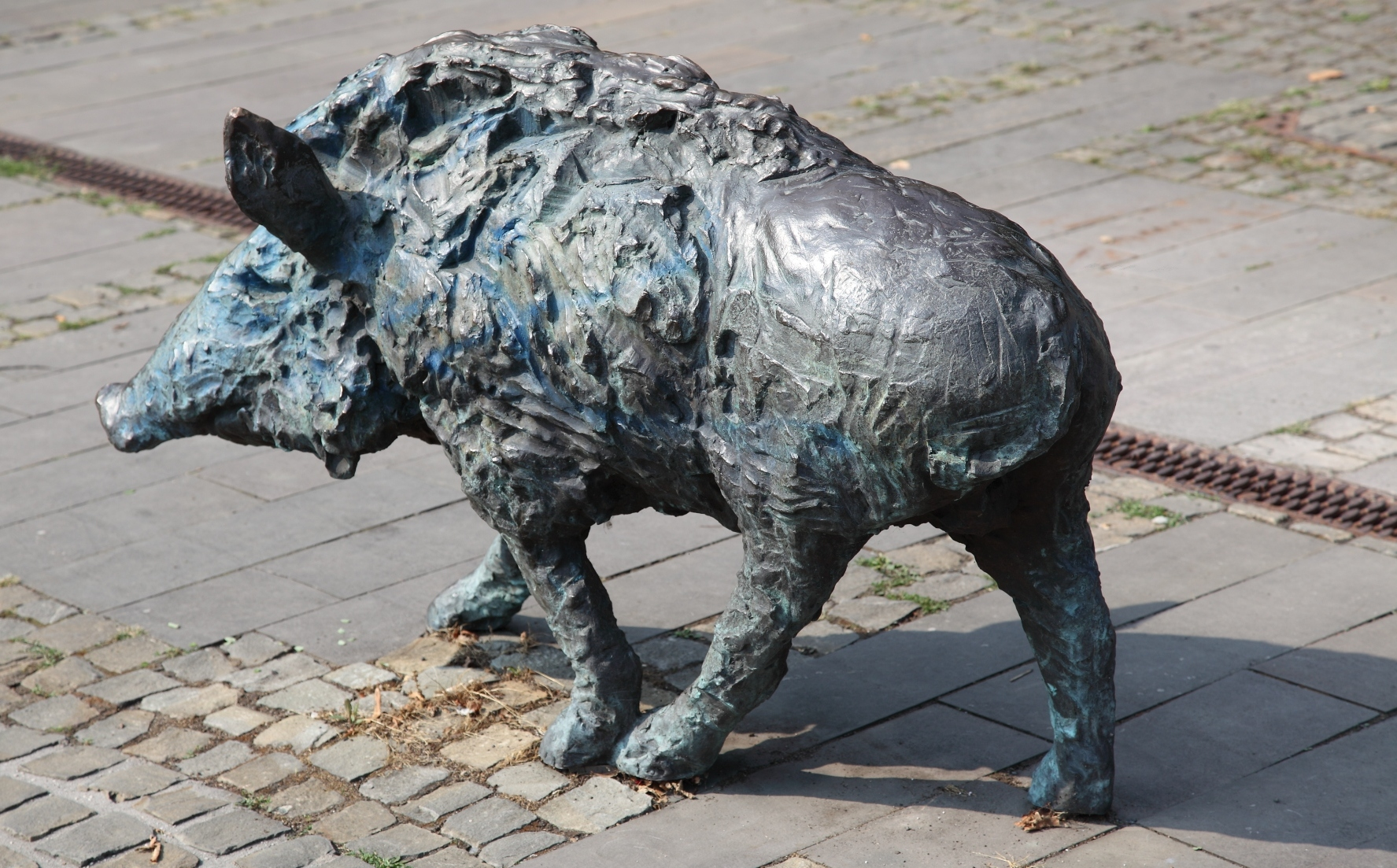
Carl Emanuel Wolff, Brunnenfigur in Essen-Kettwig

## Leben
Wolff studierte 1978 bis 1984 an der Kunstakademie Düsseldorf und war Meisterschüler bei Gotthard Graubner. 1981 erhielt er das PSI-Stipendium in New York und 1986 das Stipendium der Stiftung Kunstfonds, Bonn. Nach dem Villa-Romana-Preis im Jahr 1991 war er Gastprofessor an der HBK Braunschweig.
Von 1999 bis 2024 war Carl Emanuel Wolff Professor für Dreidimensionales Arbeiten und Bildhauerei an der HfBK Dresden.
In seinen Skulpturen und Installationen behandelt Carl Emanuel Wolff oft Themen, die sich an bekannten Geschichten orientieren. Zwerge waren wiederholt Thema einer Installation. Nachdem er 1996 als deutscher Vertreter, von Karin Stempel kuratiert, bei der Biennale in São Paulo, Brasilien debütierte, zeigte Wolff zuletzt 2011 im Duisburger Lehmbruck-Museum "Schneewittchen und die 7 Zwerge" mit 7 Skulpturen und einer jungen Darstellerin. Auch in früheren Installationen kombinierte er Skulptur mit lebendigen Akteuren: Wildschweine aus Bronze und Billardspieler in Düsseldorf oder er selbst inmitten seiner Skulpturen, verkleidet als Zwerg Nase. Die Plastiken selbst sind oft gegenständlich, kombinieren dabei aber neben Bronze oder Aluminium auch ungewöhnliche Materialien, wie rote Feuerwerksknaller oder gewöhnliche Lumpen.
2011 erhielt Carl Emanuel Wolff den ersten Preis für die Gestaltung des Südhofs des Erweiterungsbaus des Marie-Elisabeth-Lüders-Hauses in Berlin durch den Deutschen Bundestag. Die Plastik ist zurzeit mit Sichtschutzsperren versehen und aufgrund von gravierenden baulichen Problemen um den Erweiterungsbau nicht öffentlich sichtbar.
Wolffs Arbeiten finden sich im Besitz privater Sammlungen und Museen. Er ist Mitglied im Deutschen Künstlerbund.

## Auszeichnungen
- 1995 Agnes Gaetz Preis
- 1991 Villa-Romana-Preis
- 1986 Kunstfonds-Stipendium Bonn
- 1981 PSI-Stipendium New York

## Ausstellungen (Auswahl)

### Einzelausstellungen
- 2020 Trommler und Fische, Kunstverein Ruhr, Essen
- 2014 "Trommlerbär & Freunde" Galerie Frank Schlag & Cie., Essen[8]
- 2011 "Die Achse des Bösen" Lehmbruck Museum, Duisburg
- 2008 Künstlerhaus Palais Thurn und Taxis, Bregenz; "Hirsche" Galerie Schübbe, Art Amsterdam
- 2005 "Werden was man ist", Galerie Schübbe, Düsseldorf; "Neue Skulpturen Carl Emanuel Wolff", Galerie Bochynek, Düsseldorf
- 2004 Buchpräsentation "Kräuterkrieg", Galerie Bochynek, Düsseldorf
- 2003 "Zwerg Nases Küche", Luitpold Lounge, München
- 2002 "Zwerg Nase im Schiffchen", Kaiserswerth; "Zwerg Nase", Galerie Bochynek, Düsseldorf
- 2001 "Tafelrunden", Richart, Maximiliansforum, München
- 1999 "Zeichnungen", Galerie Bochynek, Düsseldorf
- 1997 Galerie Bochynek, Düsseldorf
- 1996 Biennale von São Paulo, Brasilien, deutscher Vertreter "Schneewittchen und die 7 Zwerge", Daniel Fusban Kunsthandel, München
- 1995 "Zigarren" Ausstellungsraum Thomas Taubert, Düsseldorf
- 1994 Kunstverein Düsseldorf
- 1993 Deutsches Klingenmuseum, Solingen
- 1991 Galerie Backhaus, Düsseldorf; Galerie Luis Campana, Köln
- 1990 Galerie Luis Campana, Frankfurt; "Frankfurter Hof, Zimmer 152", Portikus, Frankfurt
- 1989 "Vorstellung schafft Wirklichkeit", Kunstmuseum Düsseldorf; Forum Bilker Straße, Düsseldorf
- 1987 Galerie Wanda Reiff, Maastricht, Niederland
- 1985 Galerie Strelow, Düsseldorf
- 1984 Produzentengalerie, Hamburg
- 1982 Galerie Becker, Bochum Galerie Schöttle, München
- 1981 "Frauenraub" PS1, New York, USA

### Gruppenausstellungen
- 2011 Viel hilft viel, Kunsthaus Essen
- 2008 "Neue Kunst in alten Gärten", Gehrden Lenthe; "Bedauerliche Zutaten", Aachen; "Idylle" Kunstverein Remscheid
- 2007 "Skulptur, Skulptur", Kunstmuseum Alte Post, Mülheim/Ruhr; "Idylle", DA2 Domus Artium 2002, Salamanca; "Unter Löwen", Sächsischen Staatskanzlei, Dresden; "Familienbande", Stiftung Wilhelm Lehmbruck-Museum
- 2006 "Idylle", Sammlung Falkenberg, Hamburg; "Made in Germany", Galerie im Park, Burgdorf
- 2005 "Zum 100jährigen Jubiläum der Villa Romana", Fuhrwerkswaage, Köln; "Arkadien der Moderne", Museum Weimar; "Sculpture la tentation de la Figure", FRAC Limousin, Limoges
- 2004 "All Creatures Great and Small", Salon de Art, Köln; "Un conte d hiver", FRAC – Limousin, Limoges
- 2003 "Lebt und arbeitet in" Kunstverein Aschaffenburg; "Fama", Kunsthaus Rähnitzgasse, Dresden
- 2002 Malkasten, Düsseldorf
- 2000 Galerie Bochynek, Düsseldorf; "Das Tier im Mensch", Uni Kunst Tage, Münster; "Kabinett der Zeichnung", Düsseldorf, Lingen, Chemnitz, Kunstfonds Bonn
- 1999 Galerie Bochynek, Düsseldorf
- 1998 "House of the Holy", Galerie Bochynek, Düsseldorf
- 1997 "Centre Genevois de Gravure Contemporaine, Genf
- 1996 "Letzter Aufguss", Düsseldorf; Galerie Bochynek, Düsseldorf
- 1995 "Skulptur und Zeichnung", Daniel Fusban Kunsthandel, München; Galerie Bochynek, Düsseldorf
- 1994 "Auf eigene Gefahr", Bonn
- 1992 "Diagonale" Budapest - Galerie, budapest
- 1991 "Salon Villa Romana, Florenz
- 1990 Kunstmuseum Bonn; Kunstmuseum Solingen; "Kunstminen", Kunstmuseum Düsseldorf
- 1989 Galerie Luis Campana, Frankfurt
- 1988 "Meine Zeit mein Raubtier", Düsseldorf
- 1987 "Marsna'87", Niederlande
- 1986 3. Triennale Fellbach; "Papier und Skulptur", Bremen
- 1985 "Perfo 3", Rotterdam, "Die sich verselbstständigen Möbel", Von der Heydt Museum, Wuppertal
- 1984 "Germinations II", Hassel, Mulhouse, Edinburgh
- 1983 "Moderne Kunst" F. Berger, Düsseldorf, "Diagonale", Antwerpen
- 1982 "Old World New Works", Clocktower, New York; "Halle 6", Hamburg; "Ausstellung B", München

## Publikationen
- Knut Wilhelm (Hrsg.): Kräuterkrieg. Kunstverlag Gotha, 2004, ISBN 3-931182-70-3.
- Sao Paulo. Deutscher Beitrag zur 23. Biennale Sao Paulo, 1996, ISBN 3-931182-56-8.

### Kataloge (Auswahl)
- Das Tier im Mensch, Senatsausschuss für Kunst und Kultur der Uni Münster, 2001.
- Kabinett der Zeichnung, eine Ausstellung des Kunstfonds, 2000.
- Carl Emanuel Wolff, São Paulo, 1997.
- Auf eigene Gefahr, Bonn, 1994.
- Carl Emanuel Wolff, Kunstmuseum Solingen, 1993.
- Villa-Romana-Preisträger, 1991.
- Holz, Stadtlohn, 1990.
- 44. Bergische Kunstausstellung, Deutsches Klingenmuseum Solingen, 1990.
- Kunstminen, Ankäufe zeitgenössischer Kunst 1973–1990
- Dorothea-von-Stetten-Kunstpreis, Kunstmuseum Bonn, 1990.
- C. E. Wolff im Frankfurter Hof, Portikus Frankfurt, 1990.
- Vorstellung schafft Wirklichkeit, Carl Emanuel Wolff im Kunstmuseum Düsseldorf, 1989.
- Möbel als Kunstobjekt, Künstlerwerkstatt, Lothringer Straße, München, 1988.
- Meine Zeit Mein Raubtier, Kunstmuseum Düsseldorf, 1988.
- Marsna 87, Niederlande, 1987.
- Galerie Wanda Reiff, Exhibitions 1985-87, Maastricht
- Papier und Skulptur, Gesellschaft für Aktuelle Kunst Bremen, 1986.
- Die sich verselbständigenden Möbel, Wuppertal, 1985.
- Perfo 3, Rotterdam, 1985.
- Carl Emanuel Wolff, Produzentengalerie Hamburg, 1984.
- Walter Kütz, Michael van Oven, Carl Emanuel Wolff, Düsseldorf 1983.
- Montevideo Diagonale, Antwerpen 1983.
- Halle 6, In der Kampnagelfabrik, Hamburg Mai/Juni 1982.